# Genet Records
Genet Records är ett belgiskt skivbolag, med säte i Gent. Bolaget grundades 1992 av Bruno Vandevyvere och ger ut punk- och hardcoremusik.
Bland de artister som bolaget har gett ut finns Abhinanda, Pridebowl och Walls of Jericho.

### Fotnoter
1. 1 2  ”Genet Records”. Discogs.com. http://www.discogs.com/label/Genet%20Records?sort=artist%2Casc. Läst 27 januari 2012.